# Her Life and His
Her Life and His è un film muto del 1917 diretto da Frederick Sullivan.

## Trama
Mary Murdock, caduta in miseria, per non diventare una prostituta sceglie di diventare una ladra. Ma, mentre si trova nell'appartamento di Robert Howard, viene sorpresa e arrestata. Condannata per furto, sconta la sua pena. Quando esce dal carcere, però, non trova nessuno che le offra un lavoro. Così si reca da Howard. Questi è stato abbandonato dalla moglie ed è sull'orlo del suicidio. Mary riesce a consolarlo e gli propone di lavorare per aiutare i carcerati. Nel suo nuovo lavoro l'uomo ha tanto successo che viene nominato direttore del carcere.
L'impegno che il nuovo direttore profonde nella sua attività sociale scatena la reazione di un boss politico che osteggia ogni tipo di riforma. Costui cerca di far cadere in trappola Howard per screditare il suo buon nome e, con la complicità di Nan Travers, lo mette in una situazione imbarazzante. Mary, allora, finge di avere una relazione con l'assistente di Howard, provocando in questo modo la gelosia di Nan che è innamorata dell'uomo. Senza più controllarsi, Nan confessa di non aver mai avuto alcun rapporto con Howard, restituendogli così l'onorabilità perduta a causa del suo inganno.

## Produzione
Il film fu prodotto dalla Thanhouser Film Corporation. Venne girato a New York, a Times Square.

## Distribuzione
Distribuito dalla Pathé Exchange (Gold Rooster Play), uscì nelle sale cinematografiche statunitensi il 18 febbraio 1917.
Non si conoscono copie ancora esistenti della pellicola che viene considerata presumibilmente perduta.